# Down in the Valley
Pour plus de détails, voir Fiche technique et Distribution.
Down in the Valley est un film américain réalisé par David Jacobson, sorti en 2006.

## Synopsis
Tobe (Evan Rachel Wood), jeune adolescente en marge de la société, rencontre un jour Harlan (Edward Norton) dont elle tombe sous le charme. Bien qu'il soit beau et attirant, il est aussi mystérieux et inquiétant. Wade (David Morse), le père de Tobe décide alors d'empêcher Tobe de le revoir, de peur qu'il ait une mauvaise influence sur elle. Pourtant Harlan n'est pas prêt à laisser tomber sa relation pour si peu...

## Fiche technique
- Titre : Down in the Valley
- Réalisation : David Jacobson
- Scénario : David Jacobson
- Images : Enrique Chediak (en)
- Musique : Peter Salett
- Production : Holly Wiersma, Edward Norton, Adam Rosenfelt, Stavros Merjos
- Pays d'origine : États-Unis
- Format : Dolby SR - Digital DTS - 2.35 : 1 Cinémascope
- Genre : drame, romance, thriller
- Durée : 108 minutes
- Date de sortie : 22 février 2006 (France)
- Interdit aux moins de 12 ans lors de sa sortie en salles

## Distribution
- Edward Norton (VF : Damien Boisseau) : Harlan
- Evan Rachel Wood (VF : Karine Foviau) : Tobe
- David Morse (VF : Philippe Peythieu) : Wade
- Rory Culkin : Lonnie
- Bruce Dern (VF : Philippe Ariotti) : Charlie
- John Diehl : Steve
- Kat Dennings (VF : Jessica Monceau) : April
- Hunter Parrish : Kris
- Aviva : Sherri
- Aaron Fors : Jeremy
- Sr. Muse Watson : Bill
- Heather Ashleigh : Shell
- Geoffrey Lewis : Sheridan
- Elizabeth Peña : Gale
- Jennifer Echols : Rita
- Eloy Casados : Jesus
- Roger Marks : Big Hasid
- Ty Burrell : le Shérif
- Terrence Evans : le réalisateur
- Christina Cabot : l'assistante réalisatrice
- Ira David Wood : Craig, le dealer